# Клозе, Тимм
Тимм Кло́зе (нем. Timm Klose; 9 мая 1988, Франкфурт-на-Майне) — швейцарский футболист, защитник. Также имеет гражданство Германии.

## Карьера

### Клубная
Тимм Клозе — сын немца Норберта и швейцарки Даниэлы — родился в немецком городе Франкфурт-на-Майне, но позже его семья переехала в Базель — родной город его матери. В июле 1993 года он начал играть в футбол в академии клуба «Олд Бойз». Через десять лет Клозе отправился в юношескую команду «Базеля», но уже через год вернулся в «Олд Бойз». В 2007 году он перешёл в резервную команду «Базеля» на два года.
Летом 2009 года Клозе подписал двухлетний контракт с «Туном». В дебютном сезоне Клозе провёл 29 матчей, забив два мяча, и помог команде выиграть Челлендж-лигу. Вскоре после этого он продлил контракт с клубом до 2013 года. В сезоне 2010/11 «Тун» пропустил меньше мячей, чем чемпион — «Базель», и занял пятое место, что позволило клубу пробиться в Лигу Европы на следующий сезон.
27 мая 2011 года «Нюрнберг» приобрёл Клозе за фиксированную сумму выкупа в размере от 150 до 200 тысяч швейцарских франков, а футболист подписал с немецким клубом контракт до 2014 года. За два последующих сезона Тимм сыграл за «Нюрнберг» 45 матчей в Бундеслиге, забив в них два мяча.
В июле 2013 года Клозе перешёл в «Вольфсбург» и подписал контракт до 2019 года. В сезоне 2014/15 Тимм в составе «волков» стал вице-чемпионом страны, а также выиграл Кубок и Суперкубок Германии.
18 января 2016 года Клозе подписал контракт на три с половиной года с английским клубом «Норвич Сити».
7 октября 2020 года был отдан в аренду в «Базель» до конца сезона.

### Национальная
11 августа 2010 года Клозе дебютировал в молодёжной сборной Швейцарии в товарищеском матче против молодёжной сборной Греции. В 2011 году Клозе в составе молодёжной сборной принял участие в чемпионате Европе в Дании. Швейцарская сборная стала серебряным призёром, а Тимм вошёл в символическую сборную турнира. Также Тимм представлял Швейцарию на Олимпийских играх 2012 года в Лондоне, сыграв во всех трёх матчах сборной.
10 августа 2011 года Клозе дебютировал за взрослую сборную Швейцарии в товарищеском матче против сборной Лихтенштейна (2:1), заменив на 57-й минуте Фелиппа Сендероса. 7 октября он дебютировал в стартовом составе и в официальных матчах во встрече против сборной Уэльса в рамках отборочного турнира чемпионата Европы 2012 года.

## Достижения
«Тун»
- Победитель Челлендж-лиги: 2009/10

 «Вольфсбург»
- Вице-чемпион Германии: 2014/15
- Обладатель Кубка Германии: 2014/15
- Обладатель Суперкубка Германии: 2015

 «Норвич Сити»
- Победитель Чемпионшипа: 2018/19

 Сборная Швейцарии (до 21)
- Серебряный призёр чемпионата Европы среди молодёжных команд: 2011